# Thecla betulae
Thecla betulae là một loài bướm thuộc họ Lycaenidae phân bố trên hầu hết Cổ Bắc giới.
Loài này bay ở phía bắc Tây Ban Nha, Galicia, Asturias, Dãy núi Cantabria, vắng mặt ở Bồ Đào Nha và các đảo Địa Trung Hải.

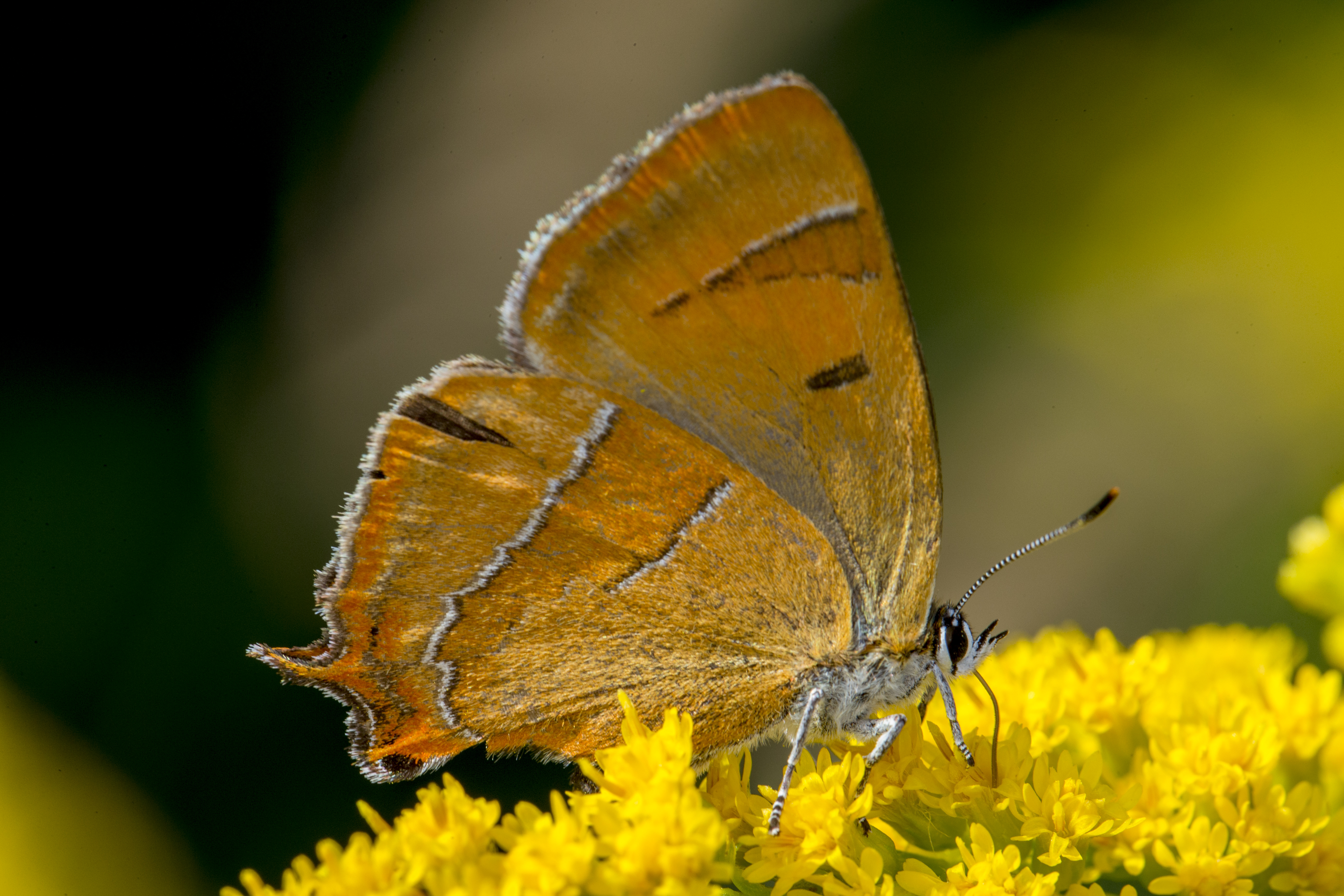
Thecla betulae

## Phân loài
- T. b. betulae châu Âu, bắc Caucasus, Transcaucasia, Saur, Tarbagatai, Dzhungarsky Alatau, Siberia, Amur, Ussuri. Ấn trùng ăn Prunus spinosa (Caucasus), Crataegus sanguinea, (Nam Altai, Saur)
- T. b. crassa Leech, 1894 Nam Ussuri. Ấu trùng ăn Prunus padus, Prunus mandshurica
- T. b. ongodai Tutt, 1908 Altai
- T. b. coreana (Nire, 1919) Triều Tiên. Ấu trùng ăn cây Fabaceae
- T. b. elwesi Leech, 1890 Tây và Trung bộ Trung Quốc
- T. b. yiliguozigounae Huang & Murayama, 1992 Trung Quốc